# Dolmen du Pla d'Arques
Ne doit pas être confondu avec Dolmen du Pla de l'Arca.
Pour les articles homonymes, voir Arca.
Le dolmen du Pla d'Arques est un dolmen situé à Fuilla, dans le département français des Pyrénées-Orientales.

## Description
Le dolmen est enserré dans un tumulus de forme circulaire d'environ 11,50 m de diamètre comportant à la base une assise en gros blocs. L'entrée est orientée au sud-sud-est. La chambre est délimitée côté ouest par un grand orthostate de 1,83 m de long, une petite dalle de chevet (0,70 m de long sur 0,70 m de large) au nord, une petite dalle (0,64 m de long sur 0,83 m de large) en position oblique dans l'angle nord-est et une dalle  (0,77 m de long sur 0,54 m de large) côté oriental. Au sud, la chambre s'achève sur une dalle de seuil basse  (1,20 m de long sur 0,35 m de hauteur). La dalle de couverture n'est plus en place, des fragments qui se désagrègent ont été retrouvés lors de la fouille.
La fouille du dolmen a livré une douzaine de fragments d'amphore romaine et quelques tessons de céramique préhistorique indéterminable. Le mobilier lithique comprend quelques éclats de silex et d'une roche d'aspect ferrugineux, et une plaquette en gneiss découpée par percussion en forme de disque ( (0,15 m de diamètre) qui pourrait correspondre à un couvercle de vase et dont l'attribution chronologique est incertaine. Divers autres fragments de céramique retrouvés attestent d'une fréquentation des lieux aux XVIIIe siècle et XIXe siècle.
Jusqu'en 1965, un second dolmen était encore visible à environ 500 m de distance mais il a été détruit lors de l'aménagement d'un coupe-feu.